# Hydraena andalusa
Hydraena andalusa är en skalbaggsart som beskrevs av Lagar och Javier Fresneda 1990. Hydraena andalusa ingår i släktet Hydraena och familjen vattenbrynsbaggar. Inga underarter finns listade i Catalogue of Life.